# Antoni Bosch-Veciana

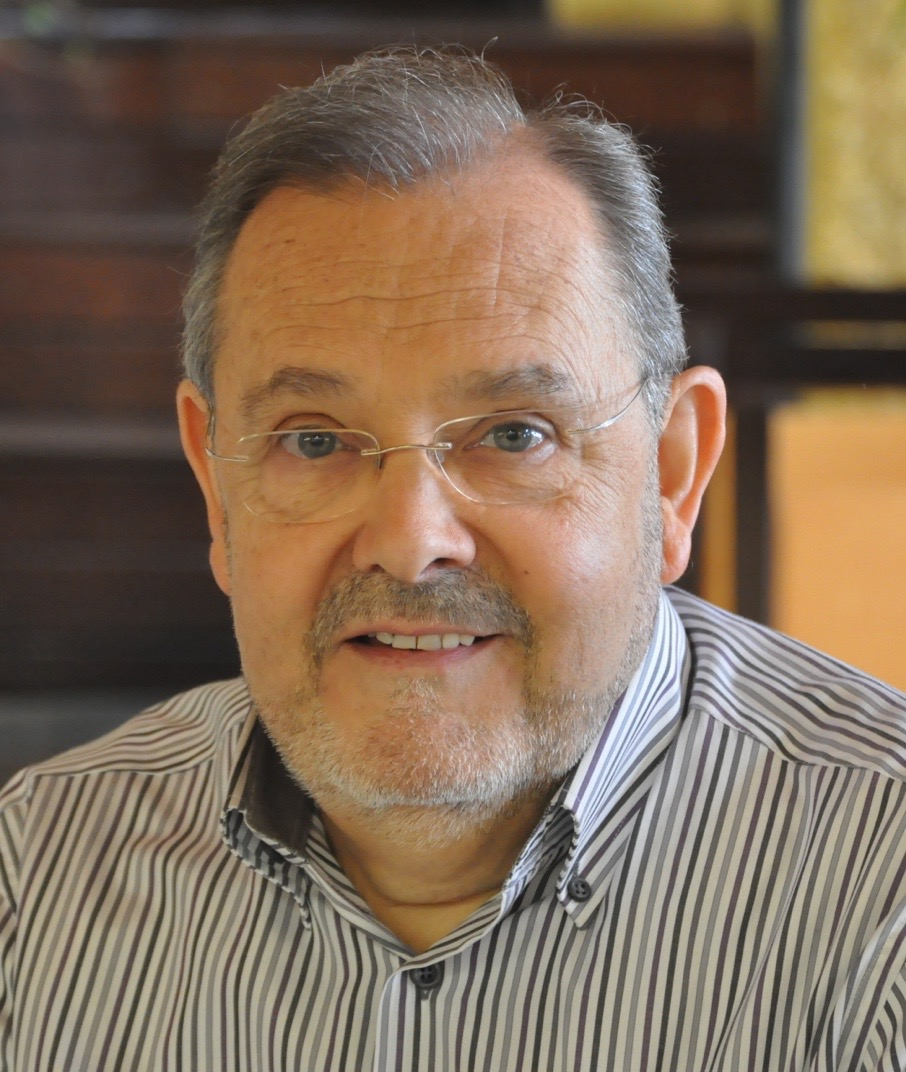
Antoni Bosch-Veciana.

Antoni Bosch-Veciana (Tarrasa, 1951) es un escritor y profesor universitario de filosofía de Cataluña, España.

## Trayectoria
Antoni Bosch-Veciana es doctor en Filosofía. Licenciado en Filosofía y en Teología. Profesor en la Facultad de Filosofía de la Universidad Ramon Llull y en el ISCREB de Barcelona. Catedrático de filosofía de Instituto
(1983-2011). Director de la sección de Filosofía Antigua de la Sociedad Catalana de Filosofía (2001-2011). Miembro numerario de la International Plato Society y del Centre d'Études sur la pensée antique "Kairos kai Logos"
de la Université d'Aix-en-Provence.
Asimismo, es miembro del Consejo de Dirección de la revista Comprendre. Revista catalana de filosofia (URL). Ha impartido cursos sobre Platón y los platonismos, filosofía y literatura griega, antropología filosófica y hermenéutica, entre otros. Ha escrito libros y artículos sobre estas temáticas. Miembro del Consejo Editorial de la revista Anuari de la Societat Catalana de Filosofia. Revista de Filosofia (Institut d'Estudis Catalans). Miembro del Grupo de Investigación de la Universidad Ramon Llull: «Filosofía y Cultura».

## Obras
- Aproximació al concepte de κόσμος en el Quart evangeli (1979)
- Des de la filosofia i a propòsit de la pau (1984)
- Els presocràtics (1987)
- Els orígens de la filosofia occidental (1987)
- Breu història de la filosofia occidental (1987)
- Cinema bíblic (1993)
- Els ‘rodaments de cap’ en Plató. L'ús de ἰλιγγιᾶν en el Corpus Platonicum (1994)
- La Pau: un bé a crear entre tots (1995)
- Llei i desobediència en l'Antígona de Sófocles  (1997)
- Hermenèutica i lectura psicoanalítica de textos religiosos reflexió des del punt de vista de l'hermenèutica heideggeriana (1997)
- La ‘pobresa’ de Sòcrates en els tres discursos de l'Apologia de Plató (1997)
- Pensar en temps de crisi de la raó (1998)
- Notes per a una lectura de l'aporia final del Lisis platònic (1998)
- Plato's Lysis: Aporia and Dialectic Logoi. Friendship “realized” all throughout the Dialogue (1998)
- Hermeneutics and Psychoanalytical Reading of Biblical Texts (1999)
- Mite i diàlegs socràtics (1999)
- Els orígens grecs de la investigació històrica (2000)
- El pensament teològic als inicis del segle XXI (2001)
- Creure (2001)
- El Mal (2001)
- Perdonar (2002)
- L'amant que escriu poemes: El cas d'Hipotales (Lisis 204b1-206e2)  (2003)
- Europa i els grecs (2003)
- Amistat i unitat en el Lisis de Plató. El Lisis com a narració d'una συνουσία dialogal socràtica (2003)
- El fragment DK-B123 d'Heraclit: ‘Physis kryptesthai philei’  (2004)
- Totes les malalties són divines i totes són humanes (2005)
- La saviesa nascuda en el Temple de Delfos (2006)
- Quan els grecs foren els grecs?  (2006)
- Giovanni Reale una vita e una opera di unità e harmonia (2006)
- Socrates as a ’figure’ of the philosopher in the Gorgias (2007)
- L'oikonomia en la Grècia clàssica i els llibres dels Econòmics atribuïts a Aristòtil (2007)
- Phylosophy and Dialogue. Studies on Plato's Dialogues. Vol. I.  (2007)
- La paraula poètica. A propòsit de "Un mal dolent"» de Valentí Bigordà (2007)
- Lectura i vida filosòfica (2008)
- De la Mnemòsine homèrica a l’anàmnesi platònica: un itinerari en l’exercitació de la saviesa (2008)
- L'aire en la Grècia Clàssica (2008)
- Lectura, interpretación y comprensión (2008)
- La filosofia del judaisme alexandrí com a manera de viure (2009)
- Els terapeutes com a filòsofs en el De Vita Contemplativa de Filó d'Alexandria (2009)
- La veritat i viure en la veritat segons Plató. Antecedents, contextos i textos sobre l’ἀλήθεια platònica (2010)
- Lectura, tradició i vida filosòfica. A propòsit de G Steiner (2010)
- “In memoriam”. Pierre Hadot (2010)
- Heidegger o la pràctica del pensament. L'home, el lector i el filòsof (2010)
- De lletjors i belleses en Plató. La bellesa de Lisis, segons Sòcrates (Lysis), en relació a la bellesa de Sòcrates, segons Alcibíades (Symposium)  (2010)
- Dramatic Setting and Philosophical Content in Plato’s Philebus (2010)
- Judaisme alexandrí i filosofia (2010)
- Phylosophy and Dialogue. Studies on Plato's Dialogues. Vol. II.  (2010)
- Pierre Hadot, lector de l’antiguitat clàssica: la contemporaneïtat de la vida filosòfica (2010)
- Synousia i Filosofia en les cartes II i VII del Corpus platònic (2010)
- Sur l'utilisation du mot "Europe" dans le Corpus Platonicum (2011)
- El mite d'Europa. Aproximació al seu logos hel·lènic (2011)
- Entre foscors i clarors. La 'mirada' com a 'exercici filosòfic' a la Caverna de Plató (2012)
- ”Qu’est-ce que philosopher?”. Pierre Hadot i la manera de viure filosòfica (2013)
- El moviment lector de Pierre Hadot (2013)
- Imatge - Mirada - Paraula (2013)
- Lectures gregues (2014)
- In memoriam Giovanni Reale (2015)
- Maurizio Migliori i la filosofia platònica (2015)
- Rellegir els presocràtics (2015)
- El cristianisme, religió del cos. Un esbós (2016)
- Pierre Hadot (1922-2010): la filosofia com a «manera de viure» (2017)
- Enrico Berti, un filòsof apassionat per Aristòtil (2018)